# Lycaena flavens
Lycaena flavens är en fjärilsart som beskrevs av Ford 1923/24. Lycaena flavens ingår i släktet Lycaena och familjen juvelvingar. Inga underarter finns listade i Catalogue of Life.